# Новопавлівська сільська рада (Баштанський район)
Новопа́влівська сільська́ ра́да — адміністративно-територіальна одиниця та орган місцевого самоврядування в Баштанському районі Миколаївської області. Адміністративний центр — село Новопавлівка.

## Загальні відомості
- Населення ради: 860 осіб (станом на 2001 рік)

## Населені пункти
Сільській раді підпорядковані населені пункти:
- с. Новопавлівка
- с. Зелений Клин

## Склад ради
Рада складається з 16 депутатів та голови.
- Голова ради:
- Секретар ради: Підлісна Тетяна Миколаївна

### Керівний склад попередніх скликань
| Прізвище, ім'я, по батькові     | Основні відомості                                                         | Дата обрання | Дата звільнення |
| ------------------------------- | ------------------------------------------------------------------------- | ------------ | --------------- |
| Березовська Світлана Вікторівна | Сільський голова, 1967 року народження, освіта вища, позапартійна         | 26.03.2006   | 31.10.2010      |
| Березовська Світлана Вікторівна | Сільський голова, 1967 року народження, освіта вища, член Партії регіонів | 31.10.2010   | 08.10.2014      |

Примітка: таблиця складена за даними сайту Верховної Ради України

### Депутати
За результатами місцевих виборів 2010 року депутатами ради стали:

#### За суб'єктами висування
| Суб'єкт висування                                       | Кількість обраних депутатів | %    |
| ------------------------------------------------------- | --------------------------- | ---- |
| Партія регіонів                                         | 11                          | 68,8 |
| Комуністична партія України                             | 2                           | 12,5 |
| Самовисування                                           | 2                           | 12,5 |
| Політична партія Всеукраїнське об'єднання «Батьківщина» | 1                           | 6,3  |

#### За округами
| № округу                                                | Прізвище, ім'я, по батькові      | Дата визнання обраним | Освіта             | Партійна приналежність                        | Відомості про обраного депутата                         |
| ------------------------------------------------------- | -------------------------------- | --------------------- | ------------------ | --------------------------------------------- | ------------------------------------------------------- |
| Комуністична партія України                             |                                  |                       |                    |                                               |                                                         |
| 2                                                       | Павлов Андрій Михайлови          | 31.10.2010            | середня спеціальна | член Комуністичної партії України             | СТОВ «Світоч», слюсар                                   |
| 13                                                      | Зубікова Олена Федорівна         | 31.10.2010            | середня            | позапартійна                                  | тимчасово не працює                                     |
| Партія регіонів                                         |                                  |                       |                    |                                               |                                                         |
| 1                                                       | Підлісна Тетяна Миколаївна       | 31.10.2010            | незакінчена вища   | позапартійна                                  | Новопавлівська сільська рада, секретар                  |
| 3                                                       | Карамнова Людмила Іванівна       | 31.10.2010            | вища               | член Партії регіонів                          | Новопавлівська загальноосвітня школа, вчитель           |
| 5                                                       | Коломієць Федір Володимирович    | 31.10.2010            | вища               | позапартійний                                 | СТОВ «Світоч», водій                                    |
| 6                                                       | Руда Світлана Валер'янівна       | 31.10.2010            | вища               | член Партії регіонів                          | СТОВ «Світоч», завідувач СТФ                            |
| 7                                                       | Лисенко Вячеслав Валентинович    | 31.10.2010            | вища               | позапартійний                                 | СТОВ «Світоч», головний інженер                         |
| 8                                                       | Завдун Валентина Григорівна      | 31.10.2010            | вища               | член Партії регіонів                          | Новопавлівська загальноосвітня школа, вчитель           |
| 9                                                       | Савіцкий Ігор Миколайович        | 31.10.2010            | вища               | позапартійний                                 | Новопавлівська загальноосвітня школа, вчитель           |
| 10                                                      | Чайка Раїса Петрівна             | 31.10.2010            | середня спеціальна | член Партії регіонів                          | Новопавлівська загальноосвітня школа, вчитель           |
| 11                                                      | Кравченко Валентин Володимирович | 31.10.2010            | середня            | позапартійний                                 | СТОВ «Світоч», водій                                    |
| 12                                                      | Карамнова Людмила Борисівна      | 31.10.2010            | середня спеціальна | позапартійна                                  | Новопавлівська сільська рада, спеціаліст-землевпорядник |
| 15                                                      | Мельник Тетяна Іванівна          | 31.10.2010            | середня            | член Партії регіонів                          | одноосібник                                             |
| Політична партія Всеукраїнське об'єднання «Батьківщина» |                                  |                       |                    |                                               |                                                         |
| 4                                                       | Калягіна Тетяна Анатоліївна      | 31.10.2010            | середня спеціальна | член Всеукраїнського об'єднання «Батьківщина» | Новопавлівське поштове відділення, начальник            |
| Самовисування                                           |                                  |                       |                    |                                               |                                                         |
| 14                                                      | Домарацький Роман Григорович     | 31.10.2010            | незакінчена вища   | позапартійний                                 | одноосібник                                             |
| 16                                                      | Домарацька Людмила Володимирівна | 31.10.2010            | середня спеціальна | позапартійна                                  | Зеленоклинський сільський клуб, завідувачка             |

## Населення
Згідно з переписом УРСР 1989 року чисельність наявного населення села становила 810 осіб, з яких 345 чоловіків та 465 жінок.
За переписом населення України 2001 року в селі мешкали 864 особи.

### Мова
Розподіл населення за рідною мовою за даними перепису 2001 року:
| Мова       | Відсоток |
| ---------- | -------- |
| українська | 96,05 %  |
| російська  | 3,26 %   |
| білоруська | 0,23 %   |
| молдовська | 0,23 %   |
| болгарська | 0,12 %   |
| гагаузька  | 0,12 %   |